# Сюзън Морс
Сюзън Илейна Морс (Susan Elaina Morse ) е американска филмова монтажистка.
Морс е родена в Ню Джърси. Завършва история в „Йейл“. Първото ѝ съприкосновение с киното е като оператор на камера във филми на Бари Зоненфелд.
Има зад гърба си 25 филма с Уди Алън. Сътрудничеството им започва с „Ани Хол“ (1977), където тя е втори монтажист. Работи и като трети монтажист в „Разяреният бик“.
Сред филмите с Алън, в които отговаря за монтажа, се отличават имена като „Манхатън“ (1979), „Зелиг“ (1983), „Пурпурната роза от Кайро“ (1985), „Хана и нейните сестри“ (1986), „Друга жена“ (1988), „Престъпления и прегрешения“ (1989), „Съпрузи и съпруги“ (1992) и „Да разнищим Хари“ (1997). Освен това е монтажист на класиката в комедийния жанр „Артър“ (1981).
Морс е номинирана за „Оскар“ за „Хана и нейните сестри“ и има 5 номинации от Британската академия за филмово и телевизионно изкуство за работата ѝ в „Манхатън“, „Зелиг“, „Хана и нейните сестри“, „Радиодни“ и „Престъпления и прегрешения“.